# Жирнов, Сергей Леонидович
Сергей Леонидович Жирнов (17 марта 1940 — 18 июля 2007) — советский актёр театра и кино.

## Биография
Родился 17 марта 1940 года. Окончил театральное училище имени М. С. Щепкина при Малом театре. После училища играл в Театре на Малой Бронной и в театре имени К. С. Станиславского.
Сыграл более пятидесяти ролей в театре. Снимался в кино, был исполнителем романсов, участвовал в озвучивании аудиокниг.
Скончался 18 июля 2007 года в Москве. Кремирован, урна с прахом захоронена в колумбарии Нового Донского кладбища (2А, секция 51).

## Творчество

### Работы в театре
- «Счастливые дни несчастливого человека» (А. Н. Арбузов)
- «Лунин или смерть Жака» (Э. Радзинский)
- «Всё в саду» (Э. Олби)
- «Иванов» (А. П. Чехов)

### Фильмография
1. 1964 — Непрошенная любовь — парень на собраниях (нет в титрах)
2. 1965 — Лебедев против Лебедева — собутыльник Лебедева (нет в титрах)
3. 1965 — Операция «Ы» и другие приключения Шурика (новелла «Наваждение») — студент, приятель Шурика
4. 1966 — Берегись автомобиля — актёр Народного театра, уносил Подберёзовикова со сцены на репетиции (нет в титрах)
5. 1970 — Борис Годунов. Сцены из трагедии — от автора
6. 1971 — Следствие ведут ЗнаТоКи. С поличным — Сергей Васильевич Стромов («Башка»)
7. 1971 — Что делать? — приятель Рахметова (нет в титрах)
8. 1972 — Моби Дик — Федалла
9. 1973 — В номерах — студент Клочков
10. 1975 — Бриллианты для диктатуры пролетариата — Глеб Бокий
11. 1977 — Личное счастье (5-я серия) — сотрудник КГБ
12. 1977 — Рассказ от первого лица — Виктор Яковлевич
13. 1978 — Если…. — Крылов
14. 1983 — Отпуск по ранению — эпизод (нет в титрах)
15. 1986 — Скажите им правду — Д. Н. Бородин, редактор журнала «Трезвость и бережливость», председатель съезда

### Озвучивание в компьютерных играх
- 1996 — Розовая Пантера: Право на риск — ПИК, Большой нос, профессор Фон Шляпен, голос авиакомпании, часть мужских персонажей
- 1997 — Розовая Пантера: Фокус-покус — Стэн Кокноф, морж Леопольд, часть мужских персонажей
- 1998 — Шизариум — Макс Лоутон
- 1999 — Revenant — Сардок, Тендрик, почти все мужские персонажи (издание от Фаргуса)
- 2000 — Nox — Хорваф, Генрих, Квартирмейстер Дан Мир, Алдвин, эпизодические персонажи (издание от Фаргуса)
- 2000 — Корсары: Проклятье дальних морей — экипаж корабля, Король Франции, Десмонд Рей Белтроп, Джереми МакМеллон, второстепенные персонажи
- 2001 — Max Payne — Альфред Уоден, Алекс Болдер
- 2001 — Command & Conquer: Red Alert 2 — все мужские персонажи в компании союзников (издание от Фаргуса)
- 2001 — Fallout Tactics: Brotherhood of Steel (издание от Фаргуса)
- 2001 — Return to Castle Wolfenstein — Хиггс, Доктор Зи, Вильгельм Юрген (издание от Фаргуса)
- 2001 — Red Faction — Орион (издание от Фаргуса)
- 2002 — The Elder Scrolls III: Morrowind — альтмеры-мужчины
- 2002 — Command & Conquer: Renegade — эпизодические роли (издание от Фаргуса)
- 2003 — I.G.I. 2: Covert Strike — Сенатор Ленеган, Филлип Уайт, Яков Прибой
- 2003 — Vietcong — Капитан Розенфилд
- 2004 — Syberia II — Емельянов, Джон, игумен
- 2004 — Vietcong: Fist Alpha — «Логово тигра»